# 微普普藝術
微普普藝術(micro-pop art)相較於二十世紀第一個藝術思潮的普普藝術，微普普以更私密、更為個人化的角度，詮釋藝術或藝術家本身對於生活、社會、藝術的看法，以及這種非宏觀的思維在當代藝術中代表的意義與地位。
微普普主義由歐美傳入，日本藝術家村上隆將其發揚光大，強調以一種個人主義式的觀察與想像，描繪對於身旁週遭的人事物的感受與詮釋。